# Planogypsina
Planogypsina es un género de foraminífero bentónico de la familia Planorbulinidae, de la superfamilia Planorbulinoidea, del suborden Rotaliina y del orden Rotaliida. Su especie tipo es Gypsina vesicularis var. squamiformis. Su rango cronoestratigráfico abarca desde el Mioceno hasta la Actualidad.

## Discusión
Clasificaciones previas incluían Planogypsina en la familia Acervulinidae de la superfamilia Acervulinoidea.

## Clasificación
Planogypsina incluye a las siguientes especies:
- Planogypsina acervalis
- Planogypsina squamiformis